# 6月27日国家勋章
6月27日国家勋章（法語：L'Ordre National du 27 Juin），中文又称独立日勋章，总统勋章，是吉布提政府设立的勋章荣誉，以纪念1977年6月27日脱离法国独立。勋章从高到低分为指挥官级、军官级和骑士级三个等级。

## 获授者
骑士级
- 许嘉璐（2002年6月）[1]
- 崔亚平、王维忠（2013年8月12日）：中国援吉布提医疗队队员[2]
- 王振日（2015年5月6日）：中国援吉布提医疗队总队长、大同市第二人民医院大夫[3]
- 贾梅君（2015年5月6日）：医疗队翻译[3]
- 张健（2016年8月）：宝业湖北建工集团吉富公司总经理[4]
- 符华强（2018年7月9日）：中国驻吉布提大使。[5]
- 中国(山西)第21批援吉布提医疗队（2023年3月19日）：2022年1月赴吉，共12名成员。[6]